# 목포국제축구센터
목포국제축구센터(木浦國際蹴球센터, Mokpo International Football Center)는 대한민국 목포시에 있는 스포츠 시설이다. 천연잔디 축구 경기장 3면, 인조잔디 축구 경기장 4면, 하키 경기장 2면, 다목적 체육관, 하프돔, 시각장애인 축구 경기장, 비치사커 경기장 등이 갖춰져 있다. 2002년 FIFA 월드컵 잉여자금 125억원과 도비, 시비 등 총 647억원을 투입하여 2007년 3월 9일 착공, 2009년 8월 10일 개장하였다. K3리그의 FC 목포가 홈구장으로 사용하고 있다.

## 참고 문헌
- 《전국 공공체육 시설 현황 (2017년말 기준)》. 대한민국 문화체육관광부. 2019.

## 같이 보기
- 목포국제축구센터 보조경기장